# 大野達之助
大野 達之助（おおの たつのすけ、1910年 - 1984年5月10日）は、日本の日本史学者。駒澤大学教授。

## 略歴
東京生まれ。
第一高等学校卒、1935年東京帝国大学文学部国史学科卒業。
1958年より駒澤大学文学部歴史学科教授。
1971年「聖徳太子の仏教と政治に関する研究」で博士（文学、駒澤大学）。
日本仏教史を専門とした。

## 著書
- 『親鸞と宗教』（北隆館） 1949
- 『日本仏教思想史』（吉川弘文館） 1957
- 『日蓮』（吉川弘文館、人物叢書） 1958
- 『日本の仏教』（至文堂、日本歴史新書） 1961
- 『聖徳太子の研究 その仏教と政治思想』（吉川弘文館） 1970
- 『上代の浄土教』（吉川弘文館、日本歴史叢書） 1972
- 『新稿日本仏教思想史』（吉川弘文館） 1973
- 『鎌倉新仏教成立論』（吉川弘文館） 1982

### 共著編
- 『日本史要説』（丸山二郎共著、吉川弘文館） 1953
- 『日本仏教史辞典』（編、東京堂出版） 1979